# Amos Kenan
Amos Kenan -en hebreo: עמוס קינן‎, también Amos Keinan- (Tel Aviv, 2 de mayo de 1927 - 4 de agosto de 2009) fue un columnista, pintor, escultor, dramaturgo y novelista israelí. Fue conocido especialmente por sus críticas a la política del Estado de Israel.

## Biografía
Amos Kenan (antiguamente, Levine) nació en el sur de Tel Aviv en 1927. Sus padres eran socialistas seculares. Su padre era un veterano de Gdud HaAvoda y antiguo trabajador de la construcción que se hizo dependiente tras un accidente laboral. 
Kenan fue miembro del movimiento juvenil de Hashomer Hatzair. En 1946 conoció al poeta Yonatan Ratosh y se unió al movimiento canaanita, con el que se identificó hasta comienzos de los años cincuenta. Abandonó el instituto para convertirse en un obrero industrial. Fue uno de los fundadores de la revista del movimiento "Alef", en la que publicó su primer libro en 1949.

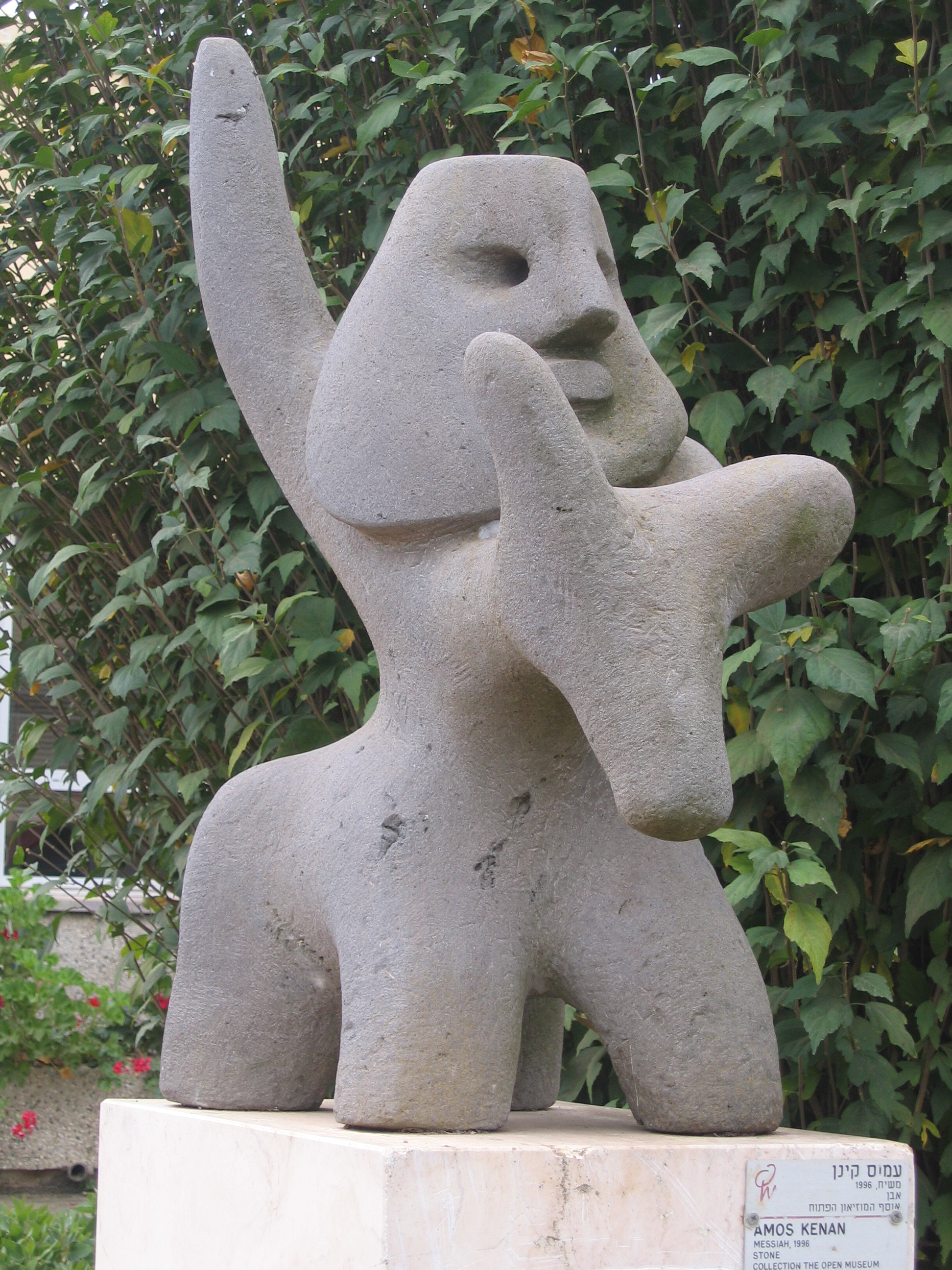
"Messiah" (1966).

Kenan fue miembro del grupo clandestino Lehi. Durante la guerra árabe-israelí de 1948 luchó en la 8.ª brigada del ejército israelí, bajo el mando de Yitzhak Sadeh, y fue herido.

## Obra publicada

### Texts en hebreo
- With Whips and Scorpions (sátira), Tel Aviv, 1952  [Be-Shotim U-ve-Akrabim]
- At the Station (prosa), Ladori, 1963  [Ba-Tahanah]
- Book of Pleasures (no ficción), Levin-Epstein, 1968  [Sefer Ha-ta`anugot]
- The Blue Door (novela), Schocken, 1972  [Ha-Delet ha-Kehulah]
- Shoah II (prose), A.L., 1975  [Shoah 2]
- Under the Flowers (historias), Prosa, 1979  [Mitahat la-Prahim]
- On Your Country, On Your Homeland (no ficción), Edanim, 1981  [El Artzech, El Moladetech]
- The Book of Satire (sátira), Keter, 1984  [Sefer ha-Satirot]
- The Road to Ein Harod (novela), Am Oved, 1984  [Ha-Derech le-Ein Harod]
- Waheb in Suphah (novela), Keter, 1988  [Et Waheb be-Sufah]
- Tulips our Brothers (historias), Keter, 1989  [Tziv`onim Aheinu]
- Poems, Tag, 1995  [Shirim]
- Block 23 (novela), Zmora Bitan, 1996  [Block 23]
- Rose of Jericho (ensayo), Zmora Bitan, 1998 [Shoshanat Yericho]
- End of Reptile Era (poesía), Zmora Bitan, 1999 [Ketz Idan ha-Zochalim]
- The Escape to Prison (historias), Zmora Bitan, 2003 [Habricha el Hakele]

### Libros traducidos al inglés
- Kenan, Amos (1 de febrero de 2001). The Road To Ein Harod. Saqi Books. p. 114. ISBN 0863560024.

### Obras teatralizadas
- The Lion
- The Balloon, 1959
- The Lost Train, 1969
- Maybe It's An Earthquake, 1970
- Something Not Normal [Ohel, 1970]
- Friends Talk About Jesus
- Still Believe in You [Cameri, 1974]